# Sínodos de Aquisgrán (816-819)
Los Sínodos de Aquisgrán, celebrados entre 816 y 819, marcaron un hito en la regulación del vida monástica en el reino franco. La Regla benedictina fue declarada norma universalmente válida para las comunidades de monjes y monjas, mientras que las órdenes canónicas se distinguieron de las comunidades monásticas y se estableció una normativa única para ellas: la Institutio canonicorum Aquisgranensis. Los sínodos de 817 y 818/819 completaron las reformas. Entre otras cosas, se aclaró la relación de las propiedades eclesiásticas con el rey.

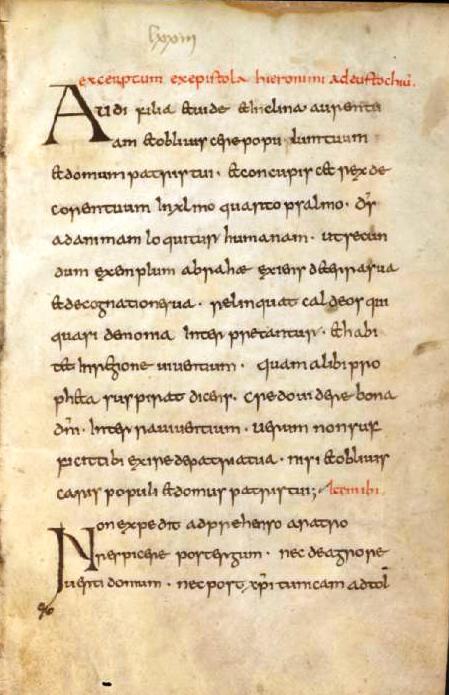
Manuscrito de las disposiciones canónicas del Sínodo de Aquisgrán (Dombibliothek Würzburg M.p.th.q.25 Concilium Aquisgranense a. 816. Institutio sanctimonialium Aquisgranensis. Institutio sanctimonialium Aquisgranensis)

## Antecedentes
La vida monástica desempeñó un papel importante en la vida espiritual e intelectual del reino franco. Las órdenes tenían importantes tareas en la vida eclesiástica. Pero también fueron importantes para la integración económica e intelectual de nuevos territorios, como el Sajonia en el imperio; varios claustros estaban estrechamente relacionados con la casa reinante.
Sin embargo, las órdenes no estaban organizadas de manera uniforme. En los siglos anteriores dominaron las reglas mixtas (regula mixta). Dicha regla mixta se importó incluso a Monte Cassino tras su refundación en el siglo VIII. En el reino franco, la regla benedictina se mezclaba a menudo con la Regla Colombina. Además, junto a las órdenes de monjes y monjas se habían desarrollado órdenes de canónigos y canonesas. También hubo mezclas entre estos dos tipos básicos de órdenes sagradas.
Carlomagno comenzó a regular la vida monástica en 789, con la Admonitio generalis. Entre otras cosas, declaraba que la obediencia a la Regla benedictina debía ser central para las órdenes. Las decisiones de un sínodo en Aquisgrán en 802 se basaron en ello. Siguieron las visitas canónicas a las órdenes. Un día de corte (Hoftag) celebrado en la segunda mitad del año dictaminó, que en el futuro la Regla Benedictina debería ser la única regla vinculante para las órdenes monásticas.  No obstante, siguió habiendo una serie de órdenes que seguían otras normas.

## Procedimientos
Luis el Piadoso nombró a Benito de Aniane para hacer cumplir la regla benedictina en todo el imperio, poco después de su ascensión. El emperador convocó un sínodo imperial en Aquisgrán en agosto de 816. Los temas principales de este sínodo fueron la reforma de la vida monástica y la regulación de la vida canónica. Los sínodos estuvieron precedidos de intensos preparativos, incluida una lista de los temas a tratar que Benito de Aniane había cotejado.
Según el capitular imperial en el que se publicaron los resultados, el debate tuvo lugar en el Palacio Real de Aquisgrán. Participaron abades y monjes, y el propio Emperador estuvo presente personalmente, interviniendo incluso en los debates. También participaron obispos e importantes funcionarios laicos. No existe una lista de los participantes. Entre ellos se encontraban Hetto de Tréveris y Adalhoh de Estrasburgo. Probablemente estuvo presente Hildebold de Colonia, como archicapellán. Magnus de Sens y Agobard de Lyon se marcharon temprano. Entre los abades presentes se encontraban Ando de Malmedy Stablo en Aquisgrán y Helysacher de San Maximino en Tréveris, que también estaba a cargo de la cancillería imperial. Es posible que Ratgar de Fulda también estuviera presente, ya que su abadía estaba muy bien informada de los resultados del sínodo. También participó Haito de la abadía de Reichenau.

### Estilo de vida monástico
Sólo existen notas mínimas sobre el desarrollo del sínodo. Un punto central fue la orientación de la vida monástica en la línea de la Regla benedictina. Por importante que fuera el papel de Benito de Aniane, no siempre pudo imponerse a pesar de su posición. Un punto importante fue el plan de obligar a los monasterios a ajustarse al práctica litúrgica de los benedictinos. Los obispos, que no toleraban ninguna desviación del rito romano, se opusieron a ello. Finalmente se llegó a un compromiso sobre este punto. También hubo controversia sobre si las propiedades de los novicios debían ser tomadas por el monasterio o devueltas a sus familias. También hubo discusiones sobre otras cuestiones técnicas.
Pero en los asuntos esenciales, Benito de Aniane asumió un papel de autoridad. Explicó la Regla benedictina a los participantes, aclaró dudas y refutó errores de interpretación. Decía que todo lo que se ajustaba a la regla era bueno. Consiguió que la Regla benedictina se convirtiera en la norma general de la vida monástica en el reino franco. Las decisiones tomadas en Aquisgrán sólo se apartaron de la regla original en pequeños detalles. Se trataba, en su mayoría, de tradiciones acumuladas a lo largo de los siglos precedentes. El propio Benito de Aniano no se atrevió a romper radicalmente con la tradición y, en consecuencia, se mantuvieron algunos elementos no benedictinos, pero intentó que el reglamento promulgado se acercara lo más posible a la Regla original.
En conjunto, la regulación de la Regla benedictina fue un paso significativo. A veces se considera como el verdadero comienzo de la orden benedictina. Todas las órdenes fundadas en los siglos siguientes se organizaron según los principios de esta regla. Las reglas de las órdenes mendicantes fundadas en el siglo XIII fueron las primeras en apartarse de esta base.

### Canónigos y canonesas
Otro aspecto importante era definir la relación entre monjes y canónigos y poner fin a la mezcla de ambos estilos de vida que había comenzado en el siglo VIII. Ya había habido intentos en este sentido desde hacía tiempo -la regla de Chrodegang de Metz, promulgada hacia 755, había anticipado de cerca esta normalización-, pero el éxito había sido limitado. En Aquisgrán, Luis el Piadoso exigió que las reglas para la vida comunitaria de los canónigos se recogieran de los libros antiguos. Algunos obispos no estaban convencidos de la necesidad de hacerlo, pero a pesar de ello se creó dicha recopilación, que fue aprobada por el concilio. Consistía en una regla para los canónigos (Institutio canonicorum) y otra para las canonesas (Institutio sanctimonitalium).
Los canónigos debían celebrar los oficios generales y la liturgia de las horas y mantener una vida comunitaria en un recinto cerrado, que debía incluir un dormitorio y un comedor comunes. A diferencia de monjes y monjas, a los canónigos se les permitía mantener posesiones personales, aunque la pobreza personal debía ser también el ideal para ellos. No se les permitiría renunciar a ningún voto vitalicio. Los prebostes supervisarían las comunidades canónicas. En muchos aspectos, la vida de las canonesas estaba regulada de forma similar, pero sus comunidades debían ser dirigidas por abadesas.
Las primeras comunidades Stift se establecieron en 816 y 817. En los dos siglos siguientes a menudo no estaba claro en la práctica si un Stift en particular era una orden de canonesas de un convento.

### Finalización y publicación
Debido a los numerosos ámbitos de la vida monástica que había que regular, los debates no fueron sencillos y se prolongaron durante mucho tiempo, antes de que los participantes pudieran resumir sus decisiones en treinta y seis cánones y someterlos a Luis para su confirmación. Estos cánones se publicaron y se hicieron vinculantes para el imperio en un capitulario del 23 de agosto de 816. Varios participantes ya habían hecho públicos resultados parciales con anterioridad. La aplicación, o más bien el control de la aplicación, fue llevada a cabo en los años siguientes por Missi dominici y representantes eclesiásticos. Los arzobispos del reino se implicaron especialmente.

## Sínodos de 817-819
El sínodo de 817 se basó en las decisiones del año anterior. El 10 de julio adoptó un capitulare monasticum (capitulario monástico), que contenía las decisiones del año anterior. Entre finales de 818 y principios de 819 se celebró otro sínodo en Aquisgrán. En él se elaboró la Notitia de servitio monasteriorum, una lista de los monasterios reformados y de los servicios que debían a la corona. Con ello se puso fin a las reformas monásticas. Paralelamente a este sínodo se celebró un Hoftag. Entre otras cosas, se aclararon las relaciones entre el soberano y la Iglesia. A los monasterios y obispados se les concedió derecho a voto, pero el rey conservó los derechos habituales y el derecho de investidura. Se le permitió seguir nombrando a los dirigentes de las órdenes canónicas. El poder de las instituciones eclesiásticas en el Imperio quedaba así consagrado.
En general, las sentencias marcaron el fin de la variedad de estilos de vida monásticos anteriores en favor de una norma uniforme. Las estructuras uniformes marcaron un fortalecimiento de la iglesia imperial. Este fue un factor en el mantenimiento de la unidad imperial.